# Karl Ludwig Honeck
Karl Ludwig Honeck (* 13. Dezember 1893 in Meran, Österreich-Ungarn; † 1984) war ein Südtiroler Gartenbauingenieur.

## Leben
Nach dem Gymnasium in Meran ging er als Student an die Veterinärmedizinische Hochschule nach Wien. Im Ersten Weltkrieg leistete er Militärdienst; er war zunächst in Russland eingesetzt; danach war er bis Kriegsende als Oberleutnant am Monte Grappa.
Nach dem Ersten Weltkrieg studierte er an der Hochschule für Bodenkultur in Wien. 1923 heiratete er Maria Pichler aus Schenna. Das Ehepaar kaufte 1924 die heutige Pension Diana in Obermais. Aus der Ehe gingen drei Söhne hervor.
1940 – im Rahmen der Option – siedelten sie ins Deutsche Reich um und gingen nach Weihenstephan. Honeck studierte hier an der Höheren Lehranstalt für Gartenbau, Abteilung Wissenschaft der Genetik und erwarb den Titel eines Gartenbauassistenten bzw. Gartenbauingenieurs.
Jahre später kehrte Honeck nach Meran zurück. Er lernte Arthur Ladurner und Erwin Hampel kennen; die drei wurden auch „das große Botaniker-Trio“ genannt. Honeck studierte die Botanik vor allem der mediterranen und subtropischen Gewächse. 1965 erschien die erste Auflage seines Büchleins Merans südländischer Pflanzenschmuck.
Honeck war langjähriges Mitglied der Royal Horticultural Society.
Unter seiner Hand entstanden unter anderem folgende Gartenanlagen:
- Rössler-Mühle-Garten in Bozen
- Parkanlage des Fabrikanten Oberrauch in Bozen
- Riffeser-Garten in Gratsch
- Höllwarth-Garten in Moritzing (heute ein Ortsteil von Gries-Quirein)
- Terrassenförmige Parkanlage des Hotels Tivoli in Meran
- Schrötter-Garten im Hotel Wiesenhof in Algund[1]
- Parkanlage am Küchelberg des Ehepaares Walter und Brigitte Gutweniger
- Garten der Villa Dr. Harpf in Obermais
- Parkanlage im Schlosshotel Rundegg